# Lepthyphantes hummeli
Lepthyphantes hummeli är en spindelart som beskrevs av Schenkel 1936. Lepthyphantes hummeli ingår i släktet Lepthyphantes och familjen täckvävarspindlar. Inga underarter finns listade i Catalogue of Life.